# Trigonotylus tarsalis
Trigonotylus tarsalis är en insektsart som först beskrevs av Reuter 1876.  Trigonotylus tarsalis ingår i släktet Trigonotylus och familjen ängsskinnbaggar. Inga underarter finns listade i Catalogue of Life.